# Совет революционного командования Египта
Совет революционного командования (СРК) (араб. مجلس قيادة ثورة‎) — высший орган государственной власти Египта в 1953 — 1956 годах. Учрежден вскоре после Июльской революции 1952 года. Состоял в основном из членов исполкома организации «Свободные офицеры».

## Состав Совета революционного командования Египта
| Порядок                                    | Портрет | Имя                                                                                   | Звание и должность на июль 1952 года                                                                               | Избрание в состав Совета | Отставка           | Государственный пост в 1952—1956 годах        |
| ------------------------------------------ | ------- | ------------------------------------------------------------------------------------- | --- | ------------------------ | ------------------ | --------------------------------------------- |
| Королевство Египет до 18 июня 1953 года    |         |                                                                                       | |                          |                    |                                               |
| المملكة المصرية (Al-Mamlakah al-Misriyyah) |         |                                                                                       | |                          |                    |                                               |
| Республика Египет с 18 июня 1953 года      |         |                                                                                       | |                          |                    |                                               |
| جمهورية مصر (Gumhuriyat Misr)              |         |                                                                                       | |                          |                    |                                               |
| 1.                                         |         | Мухаммед Нагиб, Председатель СРК (1952—1954)                                          | генерал-майор пехоты, в июле 1952 года командующий Южным округом, Манкабад.                                        | 15 августа 1952 года     | 1954 года          | Президент Египта (1953—1954)                  |
| 2.                                         |         | Гамаль Абдель Насер, Вице-председатель СРК, Председатель СРК (1954—1956)              | подполковник, преподаватель Штабного колледжа, Каир                                                                | 23 июля 1952 года        | 23 июня 1956 года  | Президент Египта с 1954 года                  |
| 3.                                         |         | Абдель Хаким Амер, член СРК                                                           | майор пехоты, округ Эль-Ариш, генерал-майор с 1953 года                                                            | 23 июля 1952 года        | 23 июня 1956 года  | Военный министр Египта с 1954 года            |
| 4.                                         |         | Абдель Латиф аль-Богдади, член СРК                                                    | подполковник ВВС, Каир                                                                                             | 23 июля 1952 года        | 23 июня 1956 года  | Военный министр Египта (1953—1954)            |
| 5.                                         |         | Анвар Садат, член СРК                                                                 | подполковник войск связи, Рафах, округ Эль-Ариш                                                                    | 23 июля 1952 года        | 23 июня 1956 года  | Государственный министр с 1954 года           |
| 6.                                         |         | Камаль эд-Дин Хусейн, член СРК                                                        | подполковник артиллерии, преподаватель Штабного колледжа, Каир                                                     | 23 июля 1952 года        | 23 июня 1956 года  |                                               |
| 7.                                         |         | Халед Мохи эд-Дин, член СРК                                                           | майор бронекавалерии, Каир                                                                                         | 23 июля 1952 года        | 1 апреля 1954 года |                                               |
| 8.                                         |         | Гамаль Салем, член СРК                                                                | подполковник ВВС, округ Эль-Ариш                                                                                   | 23 июля 1952 года        | 23 июня 1956 года  | Министр путей сообщения                       |
| 9.                                         |         | Салах Салем, член СРК                                                                 | майор пехоты, Рафах, округ Эль-Ариш                                                                                | 23 июля 1952 года        | 23 июня 1956 года  | Министр национального руководства с 1953 года |
| 10.                                        |         | Хасан Ибрагим, член СРК                                                               | капитан ВВС | 23 июля 1952 года        | 23 июня 1956 года  |                                               |
| 11.                                        |         | Хусейн аль-Шафеи, член СРК                                                            | подполковник бронекавалерии, командир 1-й бронетанковой бригады, Каир.                                             | 15 августа 1952 года     | 23 июня 1956 года  | Военный министр в 1954 году                   |
| 12.                                        |         | Закария Мохи эд-Дин, член СРК, куратор спецслужб, ответственный за охрану руководства | подполковник пехоты, преподаватель Штабного колледжа, Каир                                                         | 15 августа 1952 года     | 23 июня 1956 года  | Министр внутренних дел с 1953 года            |
| 13.                                        |         | Юсеф Седдык, член СРК                                                                 | подполковник пехоты, заместитель командира 1-го мотомеханизированного батальона, округ Эль-Ариш, с 13 июля — Каир. | 15 августа 1952 года     | март 1953 года     |                                               |
| 14.                                        |         | Абдель Монейм Амин, член СРК                                                          | подполковник артиллерии                                                                                            | 15 августа 1952 года     | 1953 года          |                                               |